# Pier Paolo Taddei
Pier Paolo Taddei (ur. 29 czerwca 1949 w San Marino) – sanmaryński strzelec, olimpijczyk.
Dwukrotny uczestnik igrzysk olimpijskich (IO 1980, IO 1984), na których startował wyłącznie w karabinie małokalibrowym leżąc z 50 m. Podczas igrzysk w Moskwie zajął 48. miejsce wśród 56 zawodników, natomiast turniej w Los Angeles ukończył na 62. pozycji (startowało 71 strzelców).

## Wyniki

### Igrzyska olimpijskie
| Igrzyska         | Konkurencja                       | Wynik                         | Miejsce | Źródło |
| ---------------- | --------------------------------- | ----------------------------- | ------- | ------ |
| Moskwa 1980      | Karabin małokalibrowy leżąc, 50 m | 583 pkt. (96–99–95–97–100–96) | 48      | [ 1 ]  |
| Los Angeles 1984 | Karabin małokalibrowy leżąc, 50 m | 576 pkt. (92–95–95–100–98–96) | 62      | [ 2 ]  |